# 星吉昭
星吉昭（1946年3月16日—2004年10月1日）是日本的著名混音（synthesizer）演奏者，宮城縣栗原郡若柳町（即今日的栗原市）出身。他擅長利用synthesizer合成的音樂來表現日本的風景。他被譽為「与喜多郎齐名的新世纪音乐教父」。

## 生平
1971年，得到Victor電子音樂大賞。1980年，組成姬神Sensation樂隊。翌年（1981年）開始為灌錄唱片作準備試音。
1984年，組合改名為姬神，並開始單人樂隊演奏活動。活動的據點主要在岩手縣和賀郡東和町（即現在的花卷市）的田瀨湖畔。
2004年10月1日 因心臟衰竭死亡，享年58歲。
其作品Earthflame《炎燒的大地》，被香港無線電視採用作得獎紀錄片《向世界出發》的主題音樂。

## 家庭
- 兒子：星吉紀

## 外部連結
- 奇幻音域：逝者如斯－姫神完整档案